# Myelodes flavimargo
Myelodes flavimargo är en fjärilsart som beskrevs av George Francis Hampson 1930. Myelodes flavimargo ingår i släktet Myelodes och familjen mott. Inga underarter finns listade i Catalogue of Life.